# Ассоциация городов Украины
Ассоциа́ция городо́в Украи́ны (АГУ) — негосударственная организация глав городов Украины, образованная в июне 1992 года в Днепропетровске.

## Общие сведения
Ассоциация городов Украины была образована на межрегиональном совещании руководителей городских советов народных депутатов в июне 1992 года в Днепропетровске, как негосударственная организация глав украинских городов. В настоящее время она объединяет 557 городов, посёлков и сёл, в которых проживает более 80 % населения Украины. Её Правление и исполнительная дирекция располагаются в Киеве.
Официальное полное название — Всеукраинская ассоциация органов местного самоуправления «Ассоциация городов Украины» (укр. Всеукраїнська асоціація органів місцевого самоврядування «Асоціація міст України»).
Целью организации является становление, развитие и укрепление местного самоуправления.

## Участие в законотворчестве
Ассоциация принимает активное участие в разработке проектов законов Украины, например — «О местном самоуправлении на Украине», «О коммунальной собственности», «О местных налогах и сборах», «О службе в органах местного самоуправления», «Концепция административной реформы на Украине», «О бюджетной системе Украины».
По инициативе и при участии ассоциации была разработана Хартия украинских городов, подписание которой состоялось на общем собрании ассоциации в январе 1998 года.

## Контакты с органами власти
Ассоциация поддерживает связи с органами государственной власти Украины. По её инициативе создан совещательный орган — Координационный совет по вопросам местного самоуправления при Президенте Украины. Также ведётся работа Межведомственной комиссии по вопросам местного самоуправления при кабмине.
С целью подготовки высококвалифицированных специалистов для работы в органах местного самоуправления ассоциация выступила одним из основателей Академии муниципального управления.
Кроме того, она установила и развивает разветвлённые международные связи, в том числе с ассоциациями местных властей Германии, Канады, Польши, Юга России, США, Швеции.